# Ján Bayer
Ján Bayer (ur. 1630 w Preszowie, zm. 14 maja 1674 w Spiskim Podgrodziu) – słowacki filozof.
Wzorował się na F. Baconie. W filozofii widział narzędzie służące postępowi ludzkości. Propagował filozofię indukcyjną. Stał się pierwszym materialistą na Słowacji.
Jako protestant próbował pogodzić religię z nauką – propagował racjonalizm i empiryzm wraz z elementami spekulacji mistycznych. Jako pedagog był pod silnym wpływem J. A. Komeńskiego.